# ألبرت وارد
ألبرت وارد (21 نوفمبر 1865 في المملكة المتحدة - 6 يناير 1939 في المملكة المتحدة) (بالإنجليزية: Albert Ward)‏ هو لاعب كريكت بريطاني (وحمل سابقاً جنسية المملكة المتحدة لبريطانيا العظمى وأيرلندا). شارك مع منتخب إنجلترا للكريكت.

## وصلات خارجية
- ألبرت وارد على موقع إي آس بي آن كريك إنفو (الإنجليزية)